# Tagliamento
Il Tagliamento (Tiliment in friulano standard, Tilimint nel friulano occidentale, Tuliment, Taiament, Tiument, Timent e Tuement nelle altre varianti locali del friulano, Tagiamento o Tajamento in veneto) è il più importante fiume del Friuli-Venezia Giulia con una lunghezza di 170 km ed un bacino fluviale ampio quasi 3000 km²; considerato l'unico dell'intero arco alpino ed uno dei pochi in Europa a conservare l'originaria morfologia a canali intrecciati, per questa caratteristica di elevata qualità idromorfologica, nonché per l'unicità dell'ecosistema fluviale nel suo complesso, viene anche detto il Re dei fiumi alpini.

## Idronimo
L'idronimo Tagliamento trae origine probabilmente da una radice indoeuropea *telia / *tilia, che indica l'albero del tiglio. Secondo tale spiegazione, l'etimo del corso d'acqua starebbe ad indicare un "luogo dei tigli", un "fiume fiancheggiato da tigli". Una spiegazione alternativa, che non è possibile escludere, propende invece per un derivato della base celtica telo, con il significato di "sorgente d'acqua". In ogni caso, è probabile che il nome si sia formato in Carnia per poi estendersi a tutta l'asta fluviale.
La prima attestazione confermata dell'idronimo è quella dello scrittore romano Plinio, che nella sua Naturalis historia (III, 126) lo cita come «Tiliaventum Maius Minusque».

## Geografia
Il Tagliamento nasce nei pressi del Passo della Mauria nel comune di Lorenzago di Cadore, in provincia di Belluno (Veneto). Nel primissimo tratto scorre nella regione storica del Cadore, per poi attraversare da ovest a est tutta la Carnia. Nel tratto medio-basso costituisce il confine tra le province di Pordenone ed Udine e, in seguito, fra il Friuli-Venezia Giulia ed il Veneto (città metropolitana di Venezia), per poi sfociare, infine, nel Golfo di Venezia tra Lignano Sabbiadoro (UD) e Bibione (VE).
Il bacino idrografico si estende su 2916,86 km² e raccoglie una popolazione di circa 165 000 persone. Il bacino si trova quasi interamente in Carnia e nelle altre vallate montane friulane. I principali centri abitati posti sulle sue rive sono Forni di Sopra, Latisana e San Michele al Tagliamento, mentre nelle immediate vicinanze del fiume si trovano Tolmezzo, Enemonzo, Gemona del Friuli, Trasaghis, San Daniele del Friuli, Spilimbergo, Valvasone, Sedegliano, Codroipo, Varmo e San Vito al Tagliamento.
Il fiume presenta caratteristiche torrentizie, un letto ampio fino due chilometri (rispetto ad una lunghezza di 170), l'assenza di argini artificiali ed un numero limitato di ponti a causa del divieto di costruire su una zona di interesse militare, ritenuta una linea di difesa bellica fino alla guerra fredda. La permanenza del letto e del corridoio fluviale originari, nonché l'assenza di apporti umani significativi lungo il suo corso, lo rendono "l'ultimo fiume selvaggio in Europa". Solo qui si può ancora osservare un letto fluviale a canali intrecciati e di una simile ampiezza. Il suo contributo all'ecosistema del mare Adriatico deriva in primo luogo dalla qualità delle acque confluite e dai sedimenti di dolomia bianca delle Alpi Carniche - Dolomiti Friulane e di roccia vulcanica, che determinano realtà turistiche come Lignano e Bibione.

### Principali affluenti

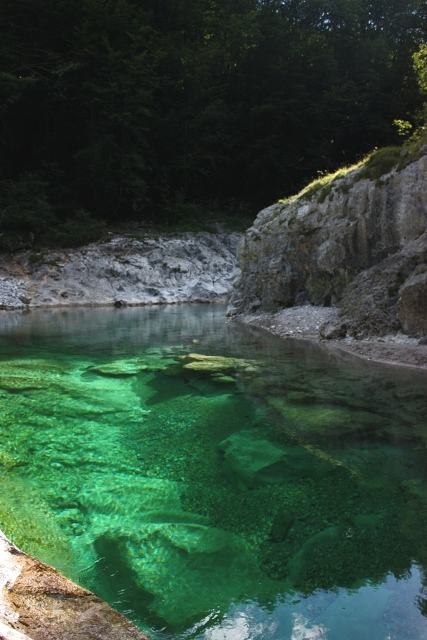
Torrente Arzino, affluente del Tagliamento

- torrente[7] Lumiei
- torrente Degano
- torrente But
- fiume Fella
- torrente Leale
- torrente Arzino
- torrente Cosa
- torrente Ledra
- fiume Varmo

## Corso

### Bacino montano

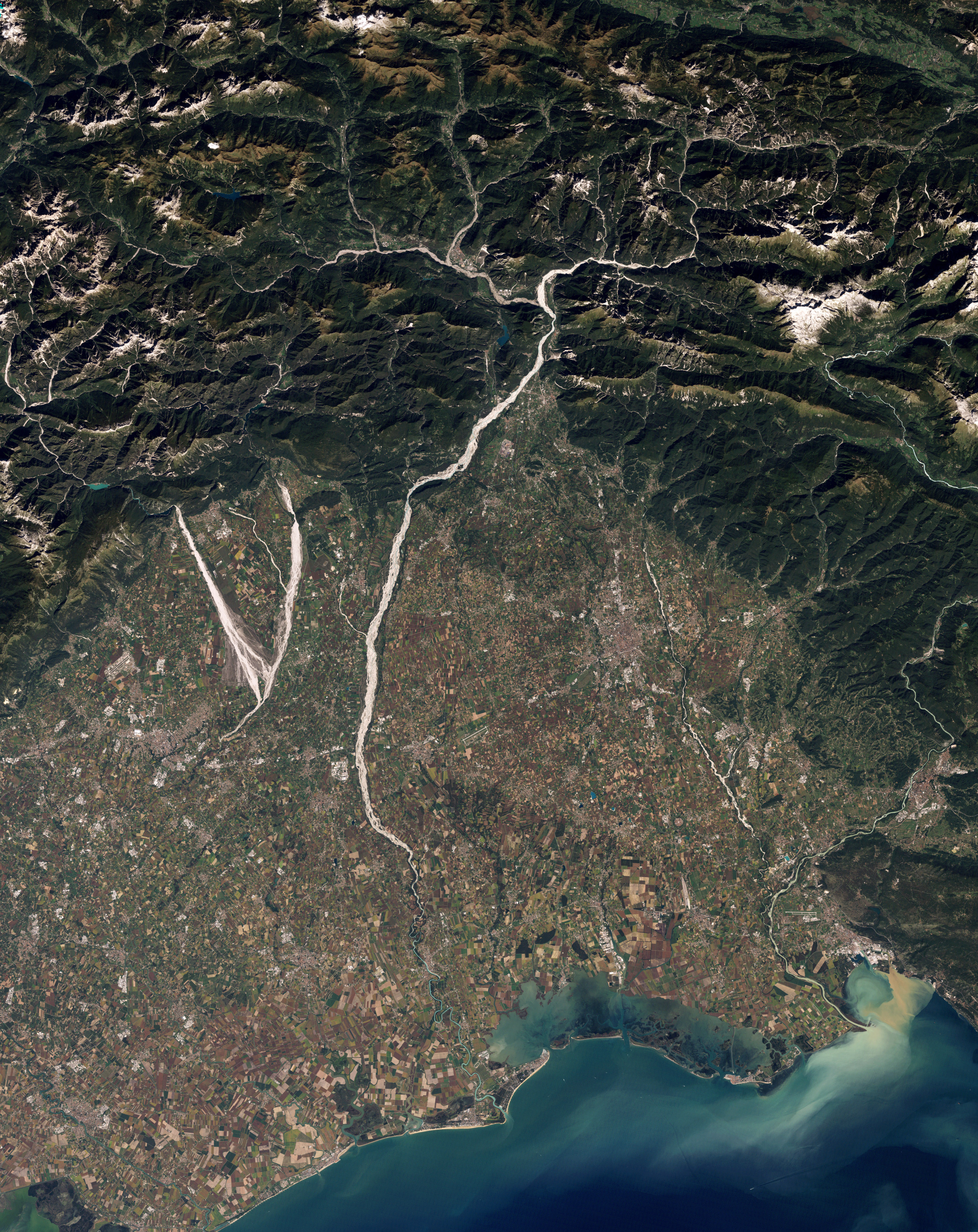
L'intero corso del Tagliamento (al centro) visto da satellite

Il bacino montano del Tagliamento si estende per circa 2400 km², con una estensione ovest-est di circa 80 km, da forcella Giaf a Cima Cacciatore, e nord-sud di circa 50 km, dal Monte Fleons alla stretta di Pinzano. Questo punto, situato a quota 132 m s.l.m., viene convenzionalmente considerato il termine del bacino montano. La quota più alta di quest'ultimo corrisponde alla cima del Monte Coglians, che con i suoi 2.780 m s.l.m. risulta essere anche la maggiore elevazione dell'intero Friuli-Venezia Giulia.
La sorgente si trova a 1.195 m di altitudine nel comune di Lorenzago di Cadore, in provincia di Belluno ma presso il confine con la provincia di Udine. Infatti, il Tagliamento nasce dal versante friulano del Passo della Mauria, che per ragioni storiche si è venuto a trovare in territorio veneto, anche se già dopo poche centinaia di metri entra nel comune di Forni di Sopra, in Friuli-Venezia Giulia. Il primo tratto del corso montano è orientato in direzione ovest-est, parallelamente alla catena delle Alpi Carniche ed alle linee tettoniche presenti nella zona. Al confine fra i comuni di Ampezzo e Socchieve, in località Caprizi, è posizionata una diga che va a formare il lago artificiale di Caprizi, le cui acque vengono per la maggior parte convogliate alla centrale idroelettrica di Somplago (comune di Cavazzo Carnico). 

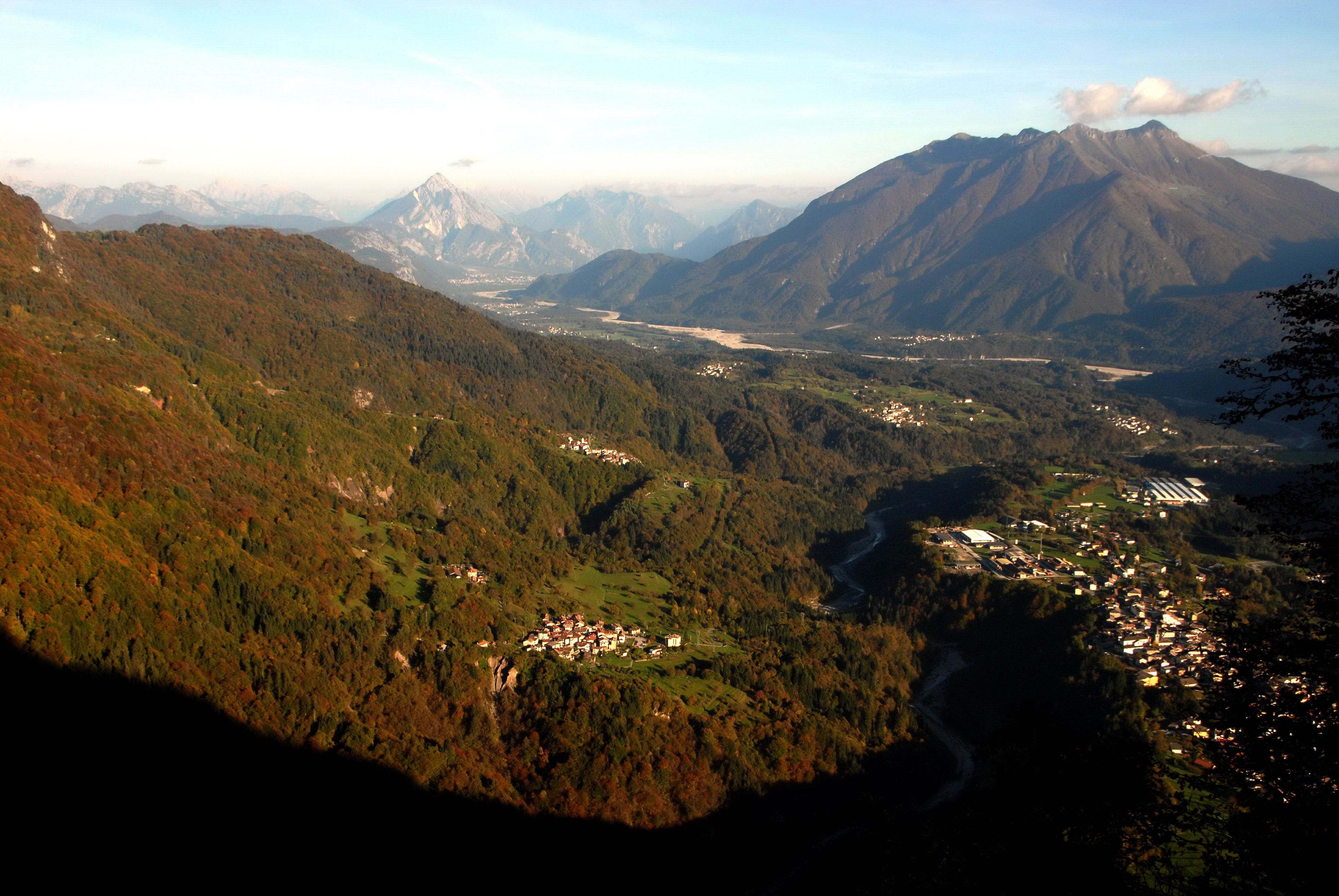
L'Alta Val Tagliamento (Carnia) vicino ad Ampezzo

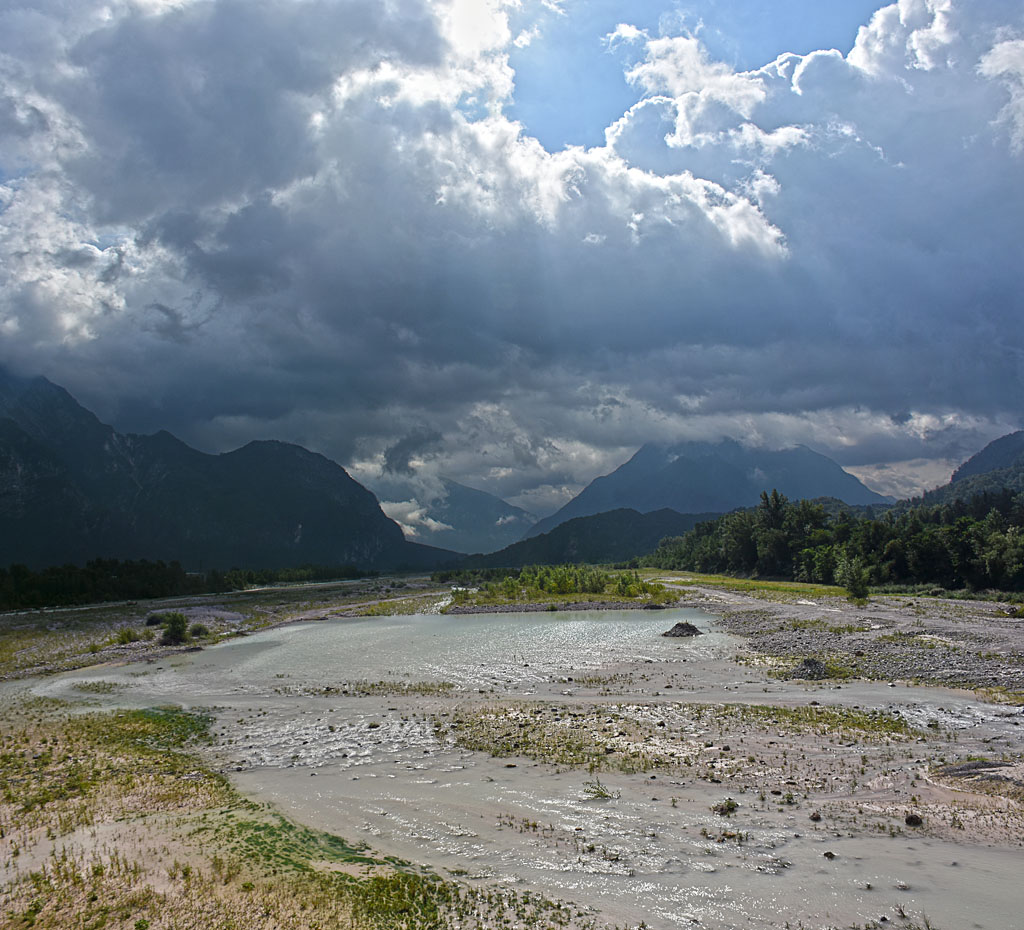
Tagliamento vicino a Tolmezzo

Il primo affluente notevole è il Lumiei, che si immette nel Tagliamento da sinistra, a 26 km dalla sorgente nei pressi dell'abitato di Socchieve. A partire da questo punto, la vallata principale si allarga nettamente formando un ampio fondovalle alluvionale. Poco prima di Villa Santina il Tagliamento riceve dapprima il torrente Degano, poi il But presso la città di Tolmezzo.
In comune di Amaro, a 247 m di altitudine e 56 km dalla sorgente, riceve da sinistra il fiume Fella, suo principale tributario, che ne determina quasi il raddoppio della portata d'acqua. Da qui il corso d'acqua curva bruscamente verso sud-ovest allargandosi fino a un chilometro circa e raggiungendo la piana di Osoppo; nella parte meridionale di questa raccoglie da sinistra il fiume Ledra, e più a valle da destra il torrente Arzino. L'alveo si restringe fino a circa 150 m di larghezza alla stretta di Pinzano, dove il fiume ha scavato il suo passaggio fra le rocce.

### Medio corso

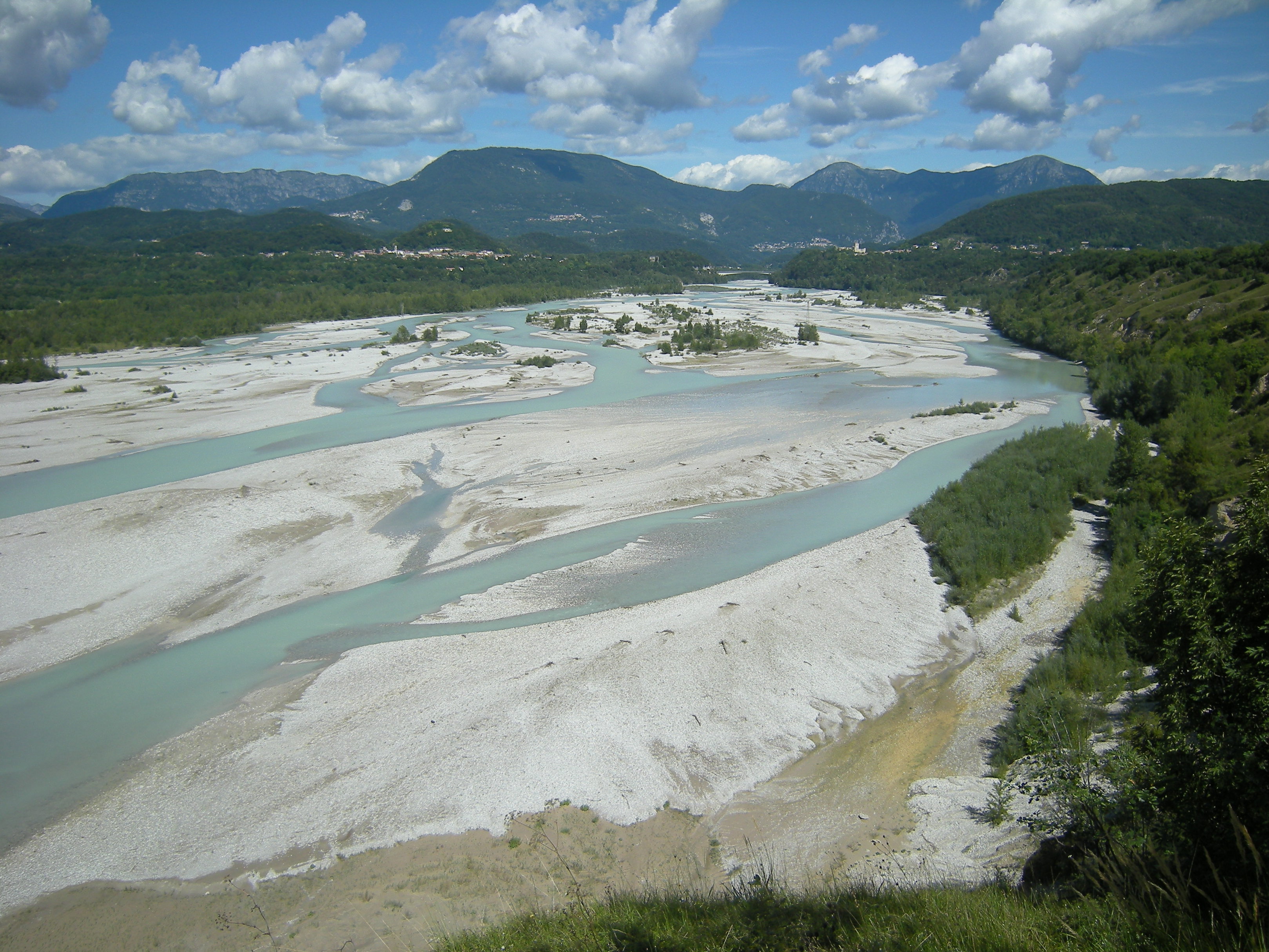
Il medio corso presso Aonedis (San Daniele del Friuli

Superato Pinzano l'alveo del Tagliamento, orientato ormai verso sud, comincia a distendersi nella pianura superando abbondantemente i tre chilometri di larghezza nei pressi di Spilimbergo. Purtroppo la costruzione del ponte stradale di Spilimbergo, nel 1923, ha comportato un drastico cambiamento del territorio riducendo di fatto il letto attivo del fiume ad un chilometro di larghezza. In questo modo i terreni recuperati sono stati messi a coltura ed alcune zone sono state addirittura edificate: l'esempio più noto è quello dell'Istituto tecnico agrario di Spilimbergo.

Entrando nell'alta pianura il fiume ha scavato un letto a quota sensibilmente più bassa del territorio circostante, creando degli argini naturali tuttora visibili, nonostante la relativa antropizzazione. A Pinzano e Ragogna queste scarpate naturali sono alte circa cinquanta metri, e la loro altezza diminuisce mano a mano che ci si addentra nella pianura. Sulla riva destra sono ben visibili fino alla confluenza con il torrente Cosa, e si disperdono nella pianura poco più a valle dell'abitato di Aurava (frazione di San Giorgio della Richinvelda). 

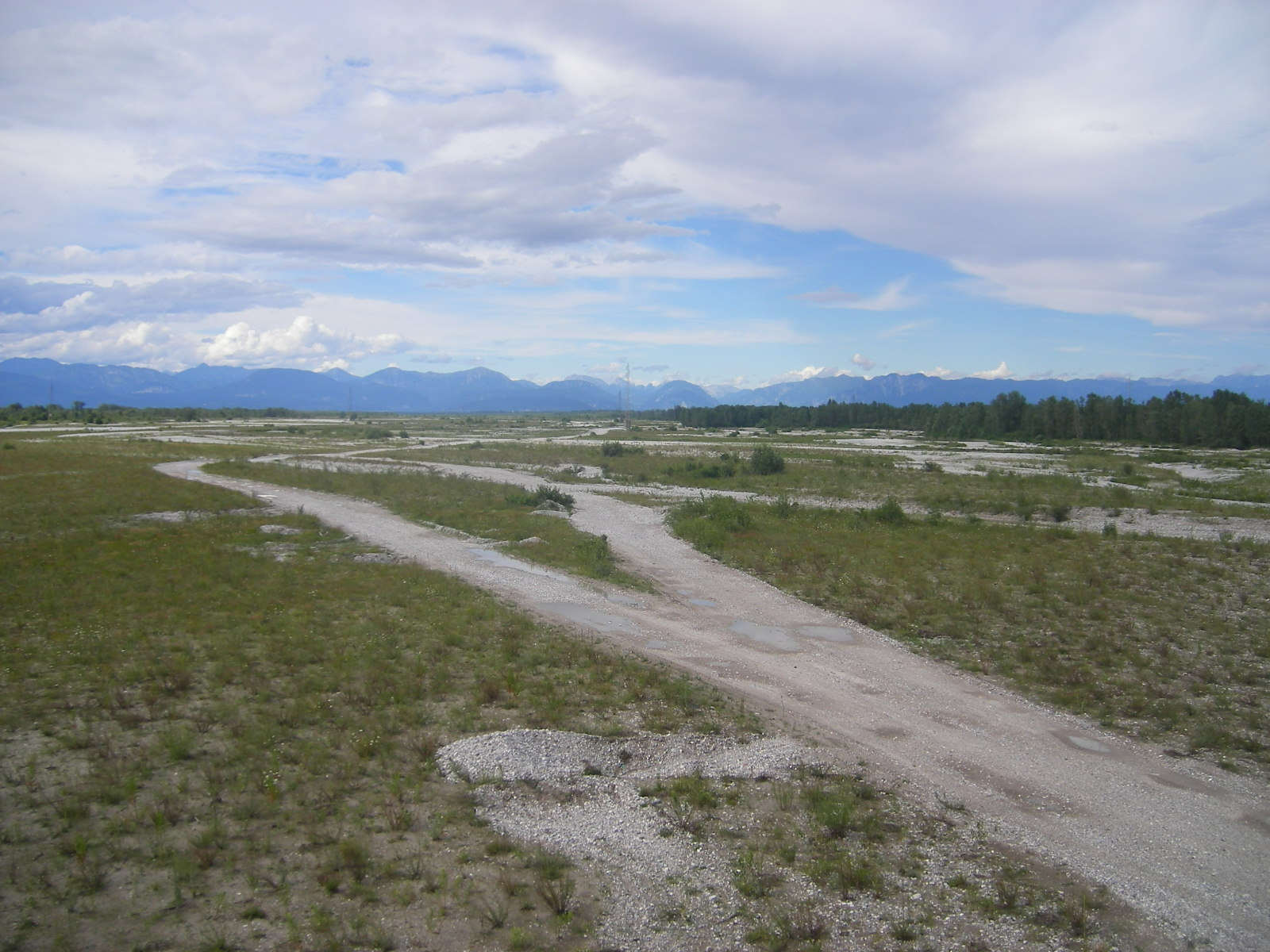
L'alveo all'altezza di Codroipo

Sulla riva sinistra le scarpate sono meglio visibili e proseguono fino oltre Rivis di Sedegliano, dove la loro altezza è ancora di circa cinque metri. Come già notato, lo spazio golenale fra i due argini supera in genere i tre chilometri di larghezza. Il letto è composto da ghiaie policrome che riflettono la composizione litografica del bacino montano: rocce calcaree e dolomia, ma anche arenaria ed elementi di origine vulcanica. Essendo questa ghiaia molto permeabile, assorbe facilmente le acque, che pertanto diminuscono sensibilmente di portata lungo tutto il corso dell'alta pianura, restituendola più a valle, nei fontanazzi e risorgive, da cui, unendosi, si formano i fiumi di pianura.

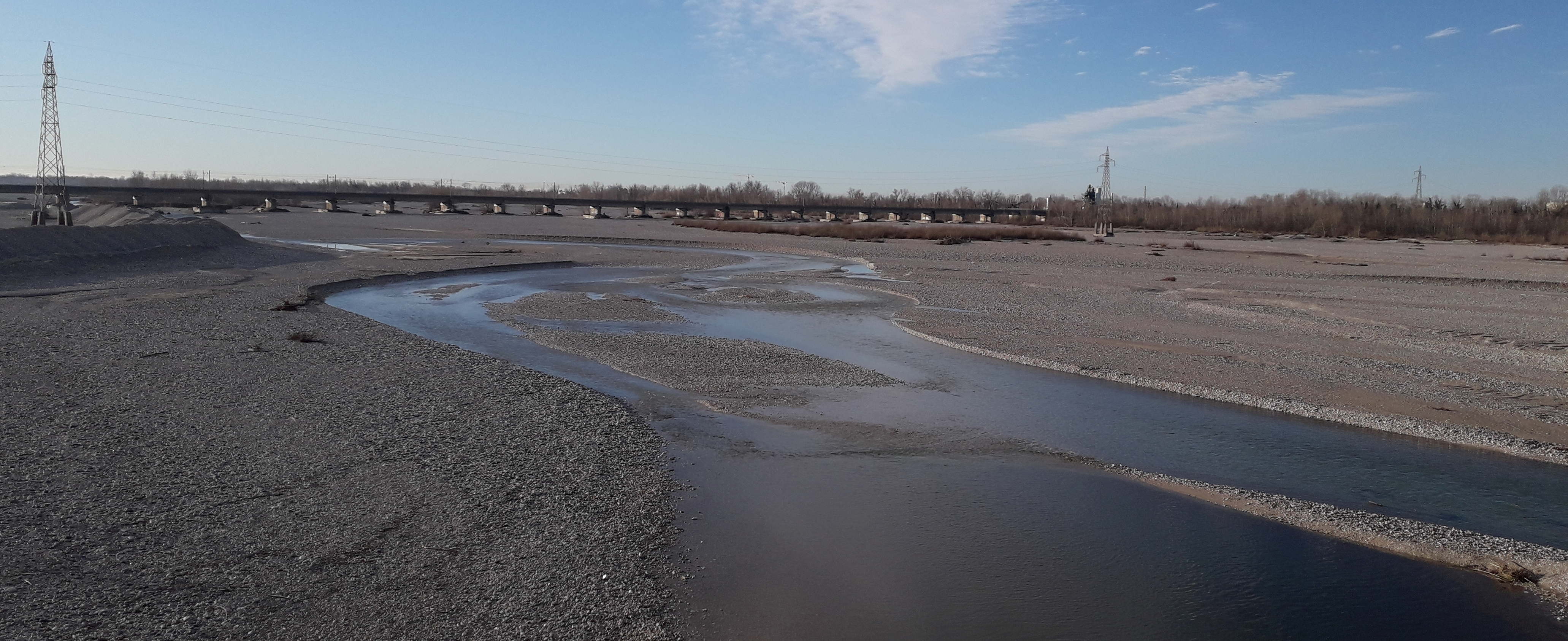
Vista a valle dal ponte stradale della Delizia. Sullo sfondo il ponte ferroviario

In periodi di magra, già a Dignano non è raro trovare il letto completamente asciutto, condizione che diventa abbastanza frequente al Ponte della Delizia, fra Valvasone e Codroipo. Le zone a ghiaia nel letto del fiume, non soggette ad allagamento, se non in fase alluvionale, si chiamano grave e se piccole gravine. Essendo questo fiume a carattere torrentizio con grande apporto detritico e con movimento tortuoso delle acque, con erosioni continue, è il fiume più grande d'Italia, che si vede molto chiaramente da satellite, mostrando il bianco calcare dolomitico calcareo dei suoi sassi, ghiaie e sabbie.
Nella fascia di transizione verso la bassa pianura si manifesta una curiosa inversione di tendenza: il letto si trova, a causa dell'apporto di sedimenti, ad una quota leggermente superiore rispetto alla pianura circostante; le cittadine di Casarsa e Codroipo si trovano infatti circa due metri più in basso del Tagliamento, come si può rilevare dalla Carta Tecnica Regionale in scala 1:5000.
Nella bassa pianura il fiume riacquista inoltre gran parte dell'acqua grazie al fenomeno delle risorgive, mantenendo una portata regolare fino alla foce.

### Corso inferiore

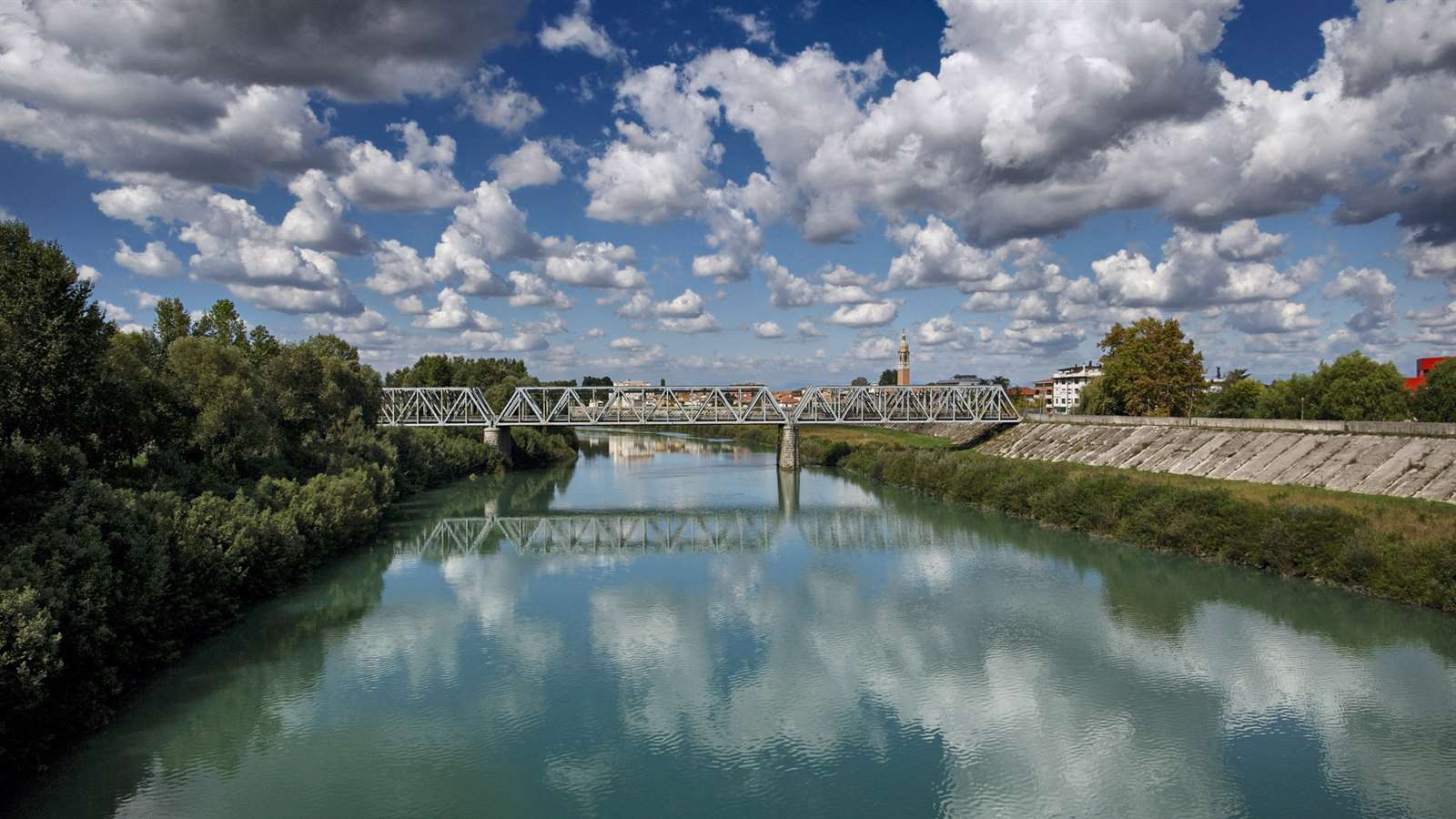
Il fiume a Latisana, poco prima della foce ad estuario a Lignano Sabbiadoro

A partire dall'altezza di Morsano al Tagliamento il fiume inizia, a causa della perdita di pendenza, a restringersi notevolmente fino ad assumere una forma a canale incassato. Dal ponte autostradale presso Ronchis l'andamento diviene meandriforme, mentre il flusso d'acqua è incanalato in argini artificiali e si trova ad un livello superiore rispetto alla pianura circostante.
Prima di terminare il suo corso riceve ancora le acque di numerosi piccoli fiumi di risorgiva, tra cui è degno di menzione il Varmo, che passa a poca distanza dall'omonimo paese. Gran parte della Bassa Friulana è una pianura di tipo alluvionale, formata dai sedimenti trasportati dal Tagliamento a partire dall'ultimo massimo glaciale.
Nel corso della sua storia, il fiume ha più volte cambiato posizione lungo la sua conoide alluvionale che va a formare la bassa pianura: in epoca romana esistevano due rami chiamati Tiliaventum maius (maggiore) e minus (minore). Indagini morfologiche, ma anche dalle immagini satellitari e dalle carte geografiche dettagliate, mostrano che il ramo maggiore passasse per Cordovado, Teglio Veneto, Fossalta di Portogruaro e sfociasse nella laguna di Caorle. In periodo medievale il Tagliamento invase gradualmente il letto dell'attuale Lemene, passando quindi per Portogruaro. Solamente a partire dal V secolo d.C. si venne costituendo l'attuale percorso Belgrado - Madrisio - Varmo - Latisana - mare, la cui foce, a delta, è posta fra le spiagge di Lignano Sabbiadoro e Bibione.
Per questo tutti i fiumi in destra, Loncòn compreso, sono fiumi di risorgiva delle acque delle falde dei vecchi Tagliamenti.

## Regime
Il regime del Tagliamento è assai irregolare, con una differenza di portata fra magra e piena che raggiunge i due ordini di grandezza. Per questo motivo viene classificato fra i fiumi a carattere torrentizio. La sua portata media annua è di 68,8 m³/s a Venzone (idrometro di Pioverno), 92 m³/s a Pinzano e 70 m³/s alla foce, ma nei periodi di piena può essere considerevolmente maggiore. Il massimo storico del Tagliamento è stato registrato fra i 4.000 e i 4.500 m³/s a Pinzano, durante la disastrosa piena del 4 novembre 1966 che provocò il crollo di un ponte stradale. Durante i periodi di magra, invece, a causa sia dello sfruttamento idrico che della fortissima permeabilità del suo letto, in alcuni tratti si può presentare completamente in secca. Anche in considerazione di questa pericolosa variabilità sono stati discussi numerosi progetti di interventi di messa in sicurezza delle zone soggette ad esondazione (illustrate nella sezione apposita).

### Piene storiche

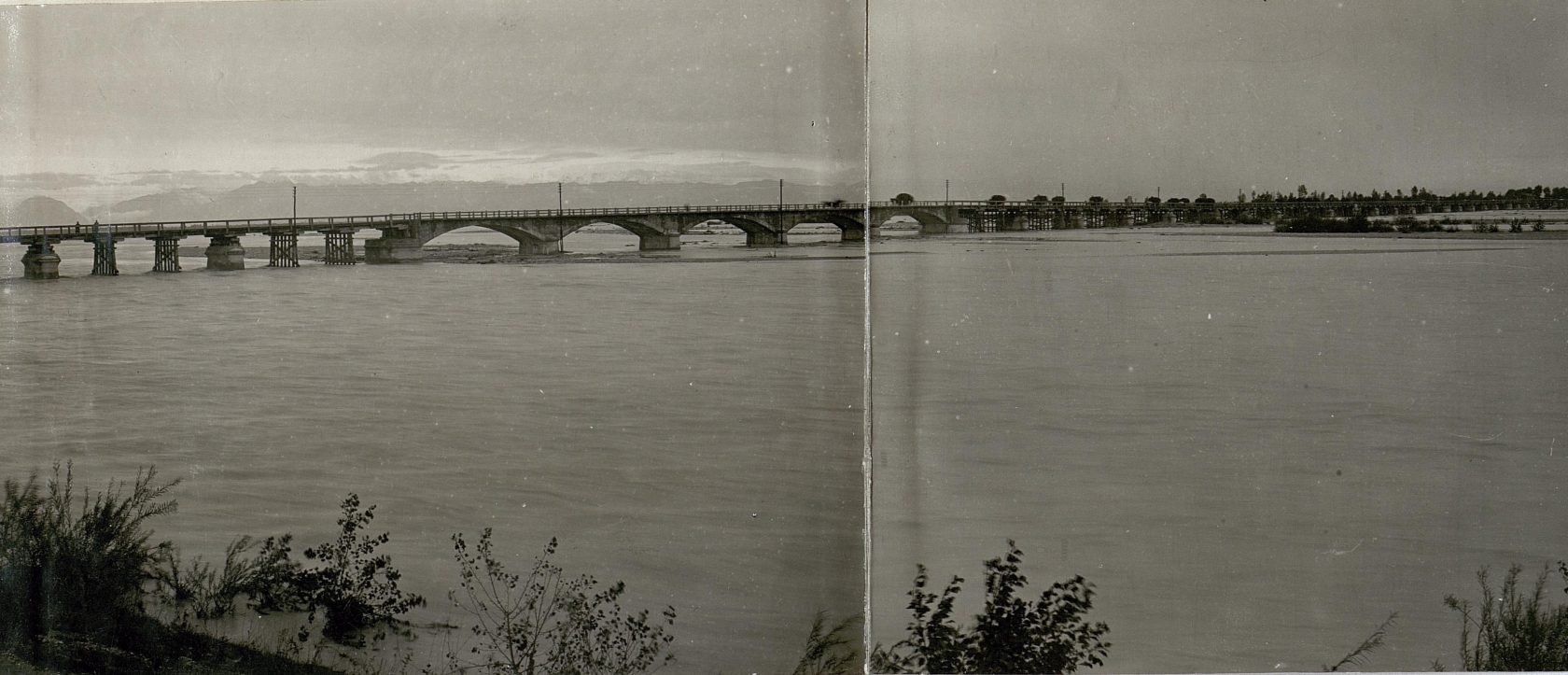
Tagliamento in piena

La prima piena di cui si ha notizia certa è quella che nel 1275 provocò l'allagamento di molte campagne nella bassa pianura Friulana. Da allora sono noti 59 eventi alluvionali di una certa rilevanza in termini di danno, di cui circa il 66% hanno interessato la sponda sinistra orografica e il 33% la sponda destra.
Tra le piene catastrofiche più rilevanti si ricordano:
- 1578 - Prima inondazione nota di Latisana.
- 1596 - Il Tagliamento ruppe gli argini presso Spilimbergo e, più a valle, si creò un nuovo percorso a est di San Paolo al Tagliamento che, assieme ai centri abitati di Mussons e Bolzano, si ritrovarono in sponda destra.
- 1648 - abbattute abitazioni nella Villa di Rosa, nella zona fra San Vito al Tagliamento e Camino al Tagliamento
- 5 giugno 1699 - distrutte case e rasa al suolo la chiesa della Villa di Rosa[13]
- 1743 - Venne completamente distrutto il paese di Rosa, gli abitanti lo riedificarono sulla sponda destra, presso San Vito al Tagliamento.
- 2 novembre 1851 - Forti piogge investirono tutto il territorio del Friuli causando importanti piene in tutti i corsi d'acqua dal Livenza all'Isonzo compresi. Il Tagliamento ruppe gli argini in diversi punti tra Osoppo e Latisana e distrusse due campate del Ponte della Delizia tra Casarsa e Codroipo. Distrutta anche la Villa di Rosa, presso San Vito al Tagliamento. Per far fronte ai soccorsi e alla ricostruzione venne istituita una colletta in tutto l'Impero austriaco di cui allora il Friuli faceva parte.
- 28 ottobre 1882 - Tra Madrisio e Cesarolo vi furono ben 9 rotte. Alle 18.30 la rotta di Ronchis distrusse 25 case e danneggiò 170 edifici. Gli abitanti del paese si salvarono rifugiandosi in massa nella chiesa parrocchiale e nel campanile.
- 20 - 22 settembre 1920 - Le Prealpi e l'alta pianura friulana furono interessate da intense precipitazioni[14]. Alle ore 14.00 del 22 settembre il fiume ruppe gli argini a San Giorgio al Tagliamento sommergendolo con 3 m d'acqua. Venne danneggiato nuovamente il Ponte della Delizia e si registrarono due morti a Codroipo.
- 2 settembre 1965 - Forti piogge interessarono tutto il bacino montano[15] causando diversi danni. In montagna crollò il ponte tra Socchieve e Preone e venne allagato il paese di Invillino. Nella bassa pianura vennero allagate le campagne a sud di Codroipo, fino a Latisana, causando la morte di 11 persone.
- 4 novembre 1966 - Si tratta dell'evento alluvionale più distruttivo del XX secolo. Anche in questo caso forti precipitazioni interessarono la parte montana[16] causando diverse frane e colate detritiche. Alle ore 19.00 cedettero gli argini presso Latisanotta causando l'allagamento di 12.000 ettari di territorio e dell'intero paese di Latisana, precedentemente evacuato. Il bilancio complessivo fu di 4 vittime in pianura e 16 in Carnia, nel sotto-bacino del torrente Degano.

## Proposte di laminazione
La pericolosità idraulica del bacino del Tagliamento, causata soprattutto dal regime torrentizio, era già conosciuta nell'antichità, e nel corso inferiore risulta acuita dalla strettezza della sezione. 
Attualmente è possibile usufruire di un canale scolmatore, detto Cavrato, che si innesta all'altezza di Cesarolo (a valle di Latisana) consentendo il deflusso fino ad un massimo di 2.000 m³/s. Questo espediente non è tuttavia sufficiente a garantire la sicurezza del latisanese nelle piene di maggior portata, per questo già dalla fine degli anni sessanta sono state proposte da varie Commissioni d'indagine ipotesi alternative di laminazione.

### Lo sbarramento di Pinzano
I primi studi individuarono come soluzione ai problemi di messa in sicurezza del latisanese la creazione di una diga all'altezza della stretta di Pinzano, capace di trattenere eventuali ondate di piena in un invaso transitorio del volume di 95 milioni di metri cubi. Nel 1970 la Regione Friuli-Venezia Giulia iniziò l'iter burocratico per la progettazione dell'opera, ma trovò subito un'intensa opposizione del territorio interessato dal manufatto e dal relativo invaso. In effetti in caso di piena quest'ultimo avrebbe allagato parti consistenti dei comuni di Pinzano, Vito d'Asio e soprattutto Forgaria, compresa la zona industriale di Flagogna. Constatata anche l'entità del trasporto solido del fiume, si decise di optare per soluzioni alternative

### Le casse di espansione

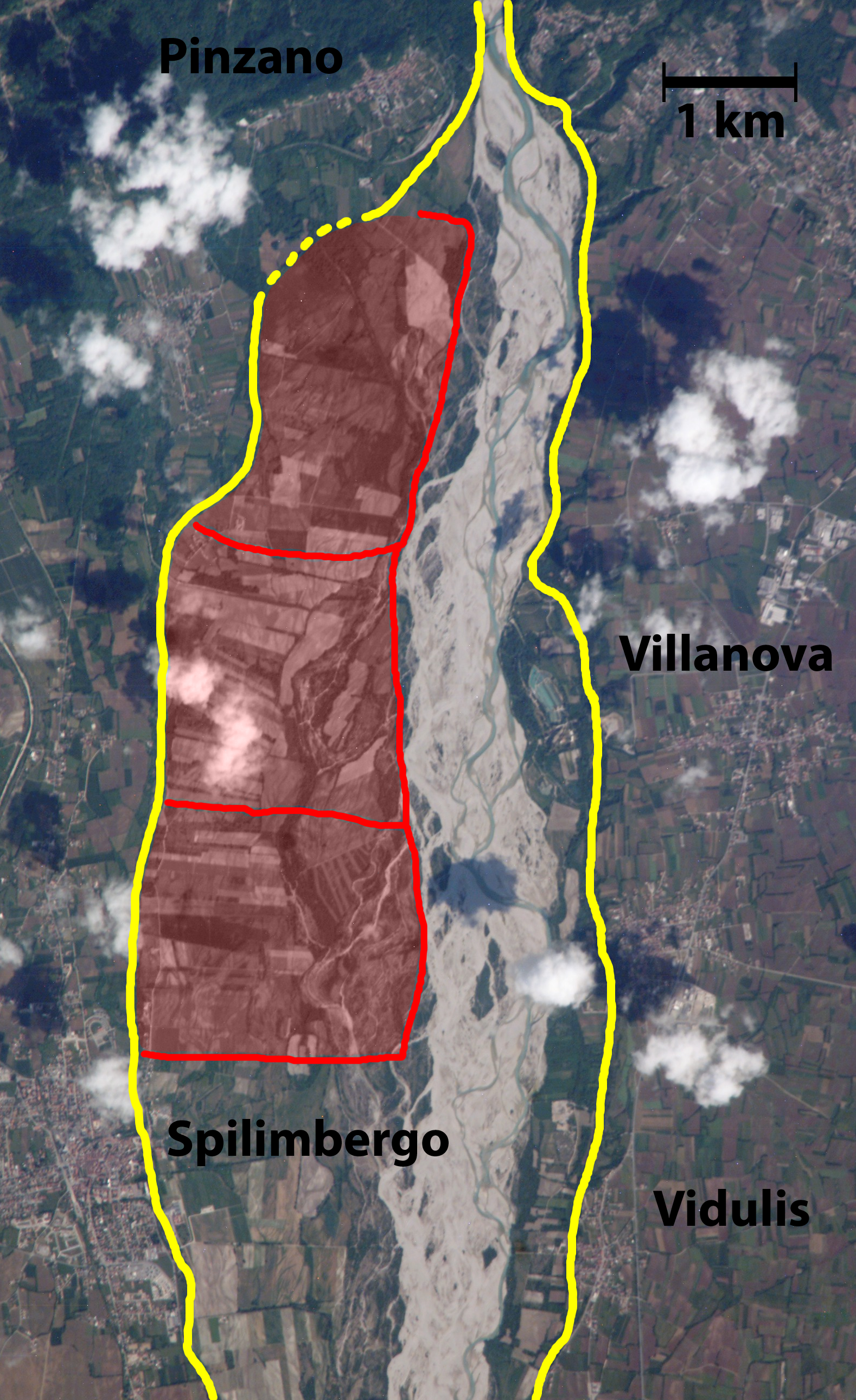
Il sito delle casse

La prima proposta per realizzare delle casse di espansione onde laminare le piene venne formulata nel 1995 e confermata dal Piano Stralcio nel 1997, documento contenente gli indirizzi di messa in sicurezza dal rischio alluvionale nella bassa pianura. Il piano venne approvato con Decreto del Presidente del Consiglio dei ministri nel 2000. Questo documento stabilisce in 4.000 m³/s la portata massima transitabile a Latisana, e pertanto prevede la costruzione di tre casse di espansione poste a margine dell'alveo attivo tra Pinzano e Spilimbergo, al fine di trattenere un volume massimo di circa 30 milioni di metri cubi. I progetti preliminari delle casse sono stati presentati nel 2001, ma anche qui ci sono state opposizioni sia da parte delle comunità soggette alle opere sia dal Wwf regionale. Secondo quest'ultimo ente la costruzione delle opere avrebbe comportato il danneggiamento di aree pregevoli sotto il profilo naturalistico, compreso un SIC, senza essere tuttavia una reale soluzione al problema del rischio alluvionale.
L'Autorità di bacino competente ha giudicato non idonea una proposta alternativa sostenuta dal Wwf stesso, che avrebbe comportato la costruzione di casse di dimensioni minori nel tratto inferiore del fiume.
Al momento sembra che la Regione abbia accantonato la proposta delle casse e stia valutando ipotesi alternative, tra cui quella di un ponte laminatoio, attraverso il tavolo tecnico "Laboratorio per il Tagliamento".

## Aspetti naturalistici

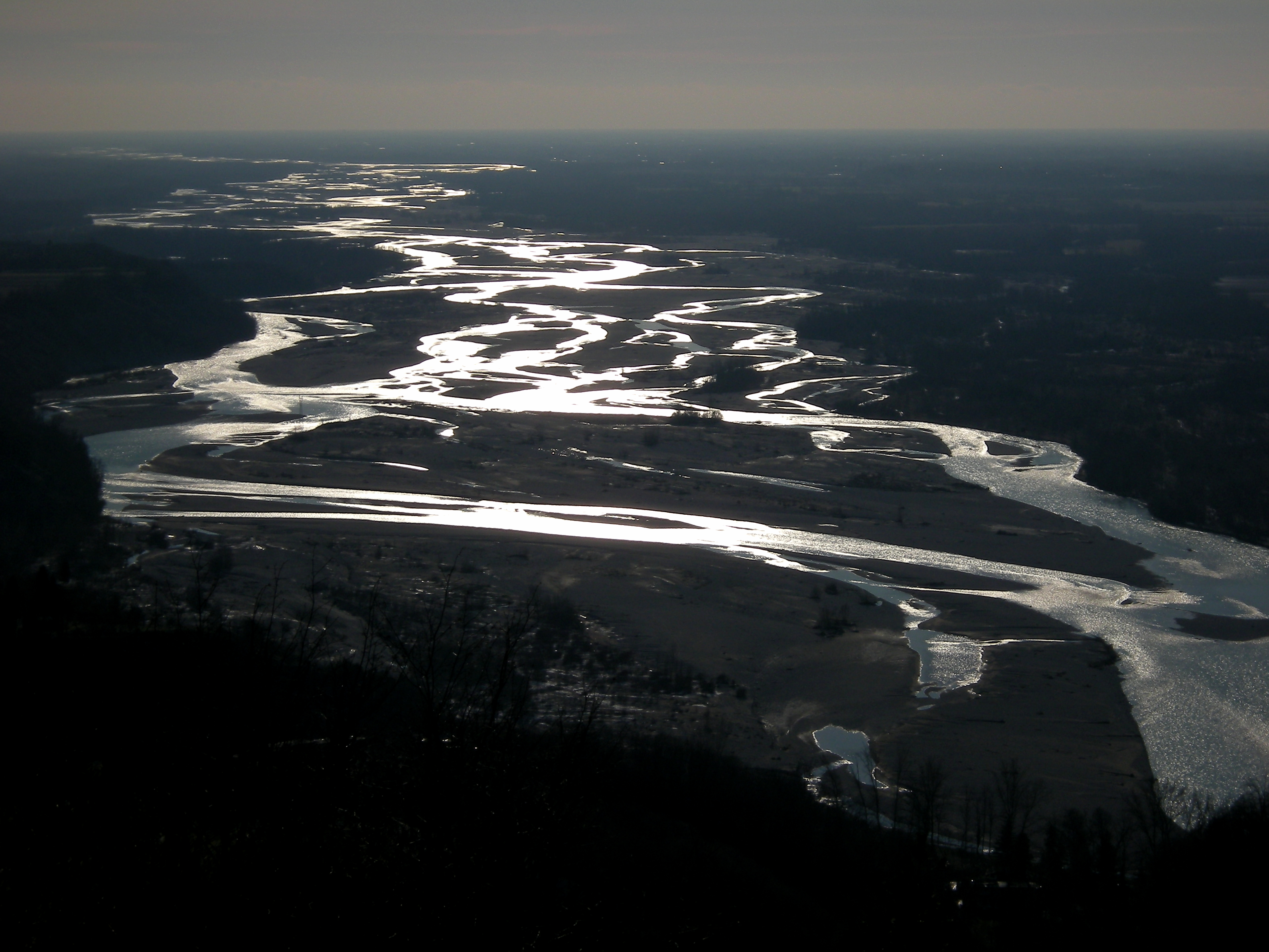
La morfologia intrecciata del medio corso

Il fiume Tagliamento viene ritenuto un ecosistema estremamente prezioso ed interessante, essendo considerato l'ultimo corridoio fluviale morfologicamente intatto delle Alpi. Infatti per buona parte del corso, ed in particolare nel medio tratto fino a Pinzano, l'intervento invasivo dell'uomo è stato pressoché nullo e le dinamiche fluviali presentano un grado di naturalità unico in Europa. Grazie a questa sua caratteristica, il Tagliamento viene studiato da università ed istituti di ricerca di tutto il mondo, ed è stato preso a modello per interventi di ri-naturalizzazione fluviale.
Dal punto di vista morfologico, il Tagliamento si caratterizza per la sua dinamica a canali intrecciati, consistente nel fatto di avere un letto ghiaioso molto ampio con numerosi canali d'acqua che si intrecciano nel percorso. Questa forma si manifesta solitamente in fiumi con elevato trasporto solido, ma può essere fortemente messa a rischio da interventi antropici che riducano la larghezza dell'alveo. Il Tagliamento è uno dei pochi fiumi in Europa a mantenere preservata la dinamica a canali intrecciati: infatti causa di una serie di fattori le sue rive non sono state urbanizzate lungo tutto il corso fino a Latisana, e questo ha permesso il mantenimento di uno stato quasi naturale. Nel tratto di pianura compreso fra Venzone e Pinzano il letto si presenta nella sua larghezza naturale, nel resto del medio corso, come già detto, è stato ristretto parzialmente pur mantenendo ancora una notevole ampiezza.
Questo tipo di alveo consente la creazione di elementi morfologici come le isole vegetate e le barre ghiaiose, oggi a rischio in tutta Europa, che a loro volta hanno consentito lo sviluppo di un ricco ecosistema fluviale.

### Flora
La varietà di specie vegetali presenti nel Tagliamento è notevole: la maggior ricchezza si ha nella parte di medio corso compresa tra Amaro e Cornino. L'alveo del fiume si comporta come un corridoio naturale sia longitudinale che latitudinale, che mette in comunicazione gli habitat tipicamente montani con quelli della pianura. Come conseguenza di questo fenomeno, chiamato dealpinismo, non è raro trovare nell'alveo specie vegetali tipiche dei ghiaioni di montagna. 

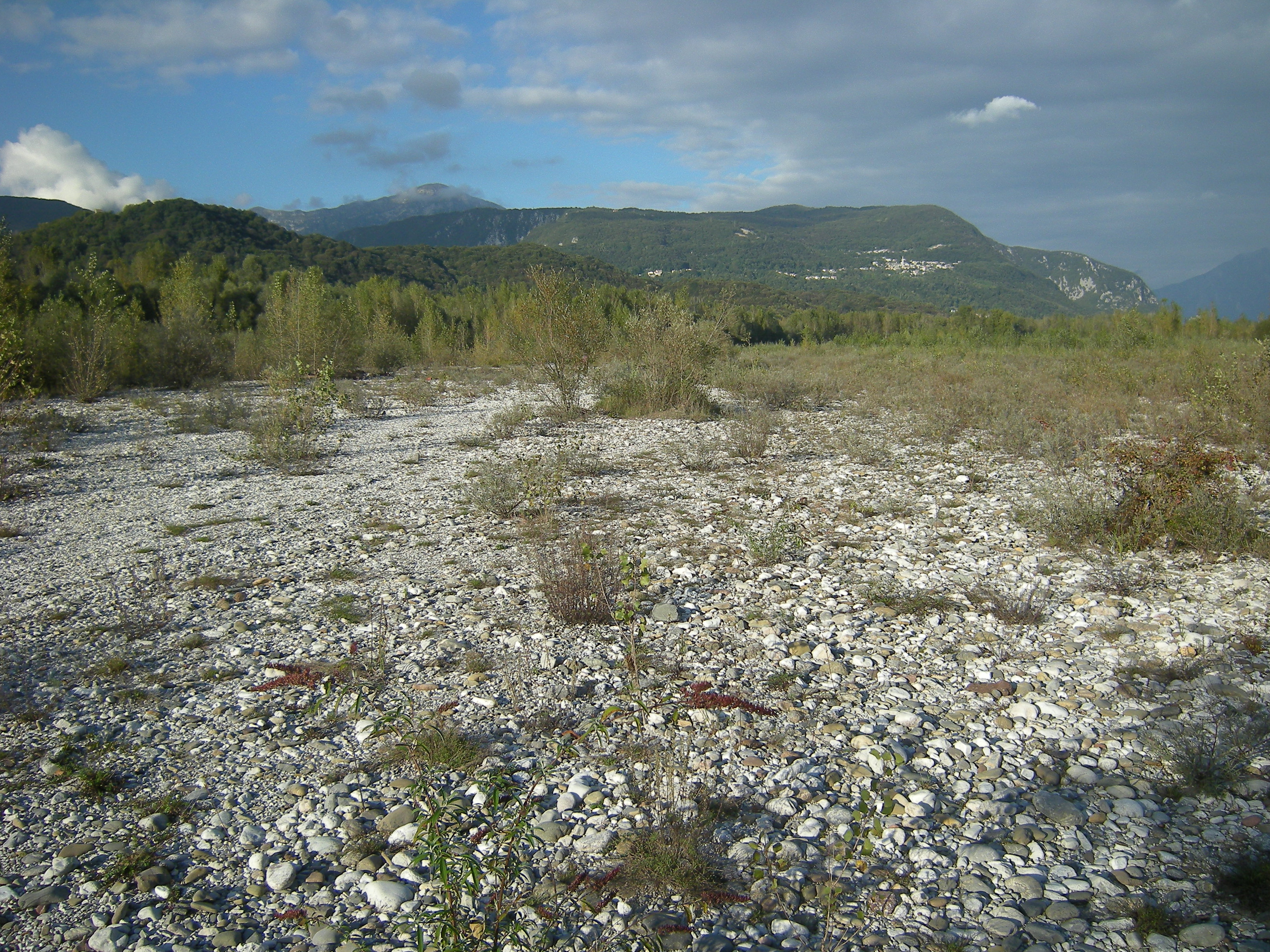
Transizione da magredo pionieristico (in primo piano) a bosco (in secondo piano)

In generale è possibile classificare la vegetazione in base alla distanza dai canali di scorrimento delle acque, e quindi in base alla probabilità di inondazione in regime di piena.
- il "greto attivo", pur apparendo un inospitale deserto di ghiaia, in realtà è caratterizzato da una vegetazione pioniera, quasi esclusivamente erbacea, in grado di sopportare lo stress dovuto alle frequenti inondazioni.
- sui banchi ghiaiosi leggermente più elevati, e pertanto ad inondazione sporadica, si trova un "ambiente magredile" in cui compaiono prima arbusti, poi anche specie arboree come pioppi neri e salici bianchi. Lo stesso habitat è possibile trovare nelle "isole vegetate" (dette anche saletti, in friulano salets) che separano diversi canali fra di loro.
- infine, negli spazi golenali più esterni, dove le inondazioni avvengono solo in caso di piena eccezionale, si trova la vegetazione permanente composta da pioppi bianchi e ontani neri. In questa fascia boscosa la vegetazione funge da riparo per numerosissime specie di insetti e uccelli.

### Fauna

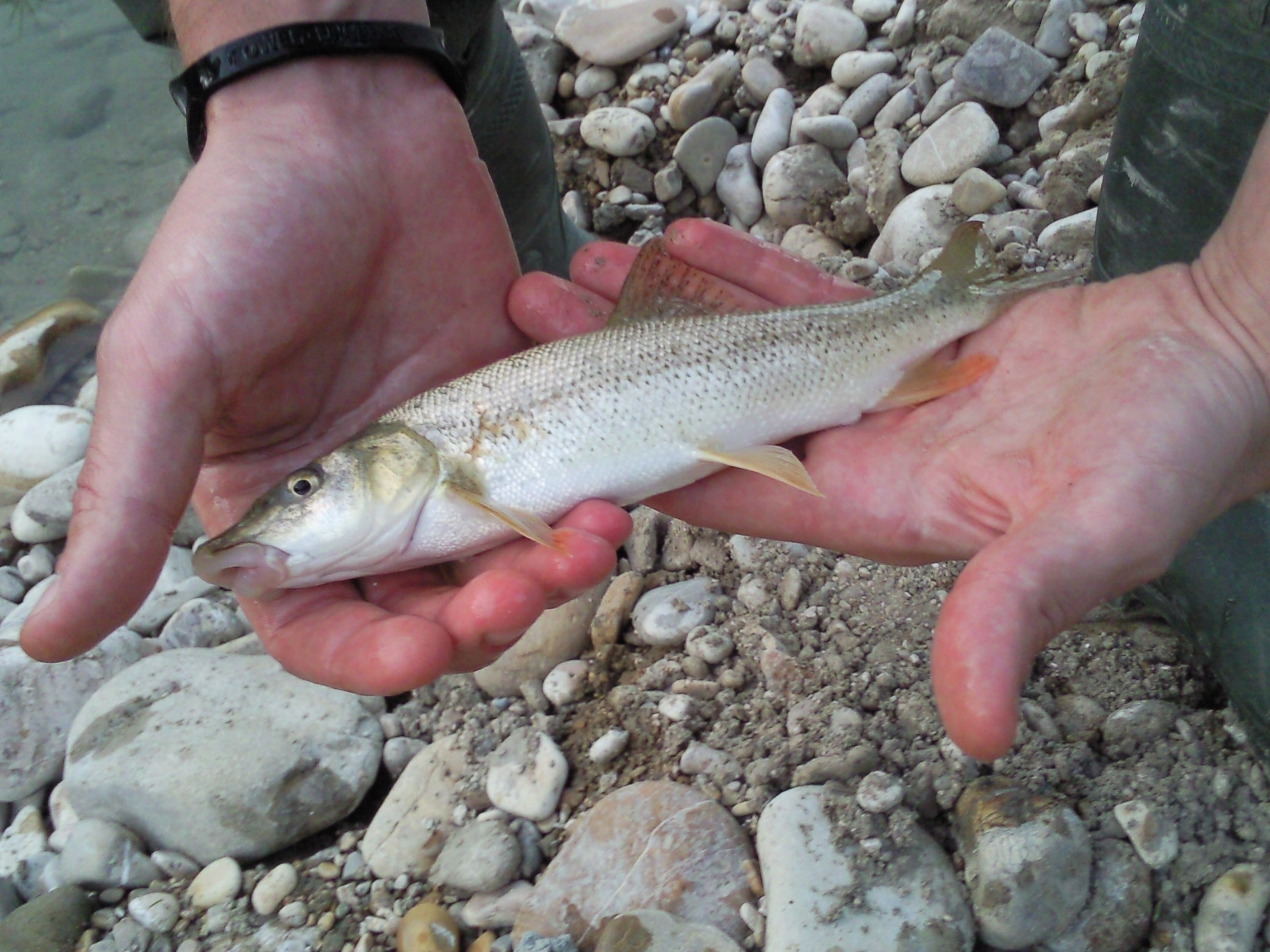
Barbo

Nel medio corso si possono trovare numerose specie animali rare o scomparse nel resto della pianura padana a causa dell'azione umana, ovvero alla trasformazione del loro ambiente naturale in campi coltivati o zone edificate. Fra le specie più frequenti vanno ricordati il gheppio, la volpe e la faina. Il letto del Tagliamento funge anche da corridoio migratorio e punto di riferimento visivo per numerose specie di uccelli migratori, e spesso viene utilizzato anche per la loro nidificazione. Tra i numerosi anfibi presenti nell'ecosistema, che sfruttano le pozze d'acqua stagnante e i canali minori per la posa delle uova, la rana di Lataste, considerata specie a rischio altrove, è presente in numero significativo nel Tagliamento.
Passando alla fauna acquatica, le specie più numerose sono la trota marmorata ed il temolo nel corso medio-alto e il cavedano ed il barbo nel corso medio-basso. La trota fario è stata immessa dall'uomo ed ora rischia di inquinare geneticamente le originarie popolazioni di marmorata.

## Riferimenti al fiume su monumenti
- Sopra la trabeazione dell'Arco della Pace di Milano sono collocate le personificazioni dei quattro fiumi principali del Lombardo-Veneto: il Po, il Ticino, l'Adige e il Tagliamento.

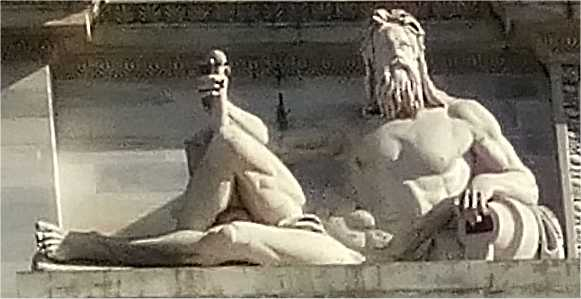

- Sulle facce interiori dei pilasti delle grandi arcate dell'Arco di Trionfo di Parigi, sono incisi i nomi delle grandi battaglie della rivoluzione e dell'impero francesi. Nella terza colonna dell'immagine, dopo il secondo separatore decorato, si può leggere "Mantoue" e poi "Tagliamento".

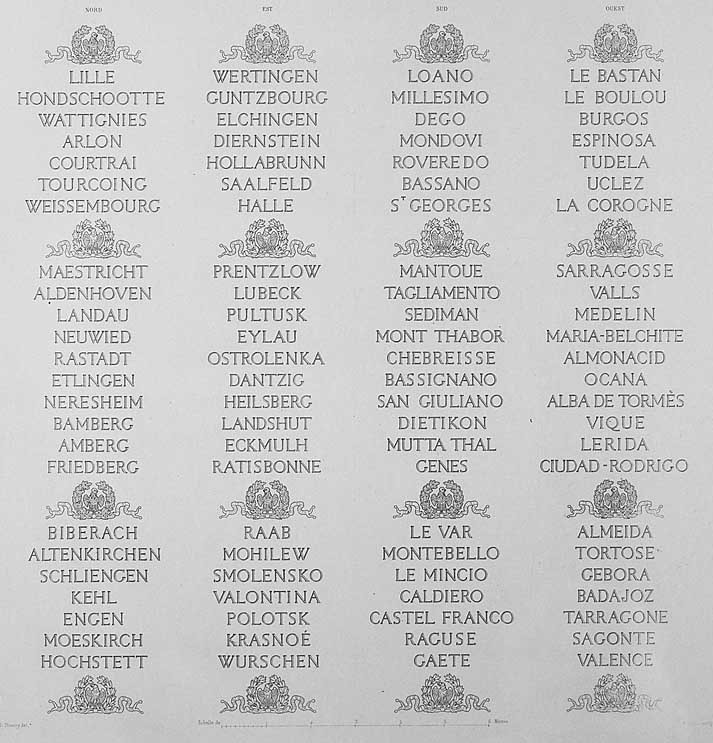
Nomi delle battaglie incise sulle grandi arcate